# Teorema del límit central

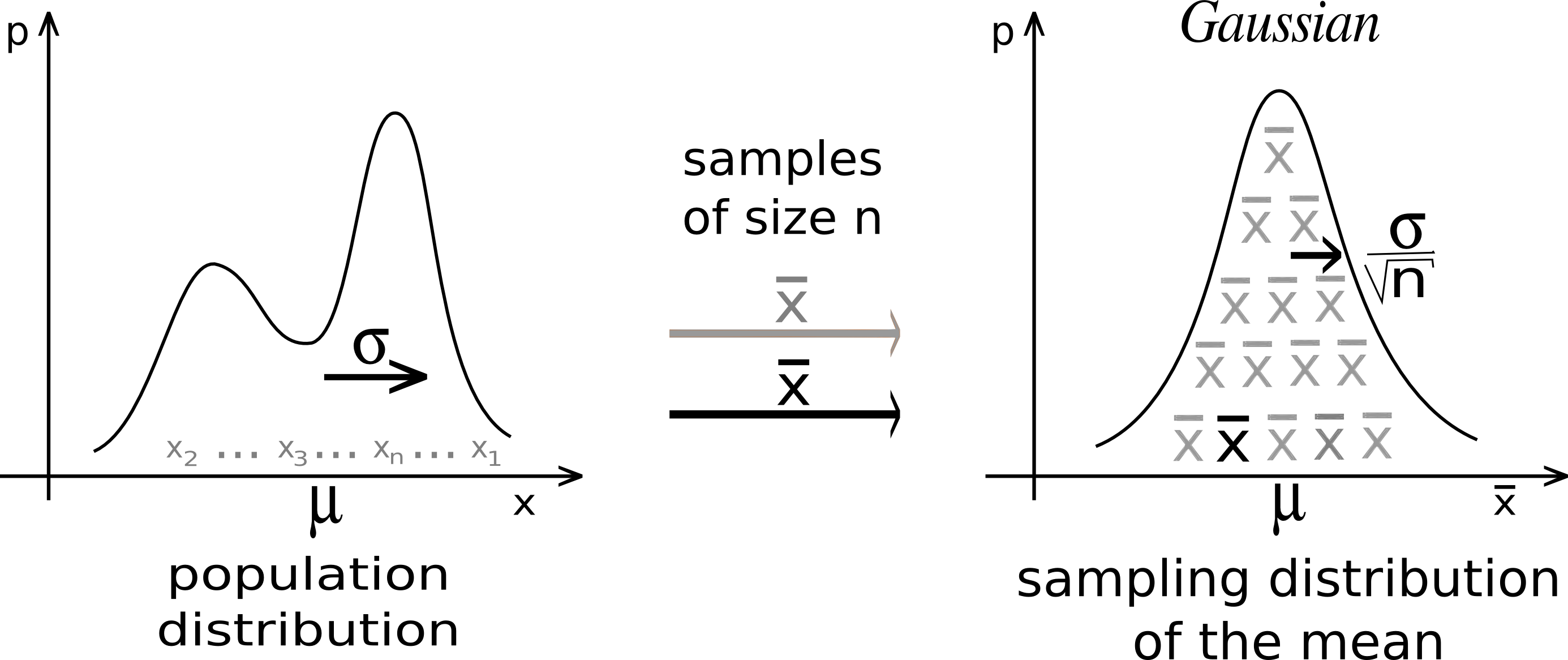

En matemàtiques, el Teorema del límit central (o Teorema central del límit) diu que la distribució de la suma estandarditzada de variables aleatòries independents amb variància finita tendeix a una distribució normal estàndard quan el nombre de termes de la suma creix indefinidament. Com a conseqüència d'aquest teorema, s'explica el fet que moltes variables aleatòries siguin aproximadament normals i justifica la importància teòrica i pràctica de la distribució normal.
Aquest teorema, pertanyent a la Teoria de la probabilitat, troba aplicació en molts camps relacionats, com ara l'Estadística inferencial o la Teoria de renovació.

## Teorema

### Enunciat
Existeixen diverses versions del teorema (segons les hipòtesis escollides). L'enunciat més simple és aquest:
Teorema de Lindeberg-Lévy:
Donada una successió {\displaystyle (X_{n})_{\,n\,\in \,\mathbb {N} ^{\ast }}} de variables aleatòries ({\displaystyle \mathbb {N} ^{*}=\{1,2,\dots \}}) independents i idènticament distribuïdes (abreujadament i.i.d.), amb variància finita, es posa:{\displaystyle \mu =\operatorname {E} (X_{n})\quad {\text{i}}\quad \sigma ={\sqrt {\operatorname {Var} (X_{n})}},}on se suposa que {\displaystyle \sigma >0}.
Si es defineix per a tot n:
{\displaystyle {\overline {X_{n}}}={\frac {X_{1}+\cdots +X_{n}}{n}}} i
{\displaystyle {\overline {X_{n}}}\,^{\ast }={\frac {{\overline {X_{n}}}-\operatorname {E} \left({\overline {X_{n}}}\right)}{\sqrt {\operatorname {Var} \left({\overline {X_{n}}}\right)}}}={\frac {{\overline {X_{n}}}-\mu }{\sigma /{\sqrt {n}}}},}(variable aleatòria estandarditzada associada a {\displaystyle {\overline {X_{n}}}}), aleshores la successió {\displaystyle {\Big (}{\overline {X_{n}}}\,^{\ast }{\Big )}_{\,n\,\in \,\mathbb {N} ^{\ast }}} convergeix en distribució cap a una variable aleatòria normal estàndard, {\displaystyle {\overline {X_{n}}}\,^{*}\mathrel {\mathop {\longrightarrow } \limits ^{\mathcal {D}}} {\mathcal {N}}(0,1).}

Altrament dit: {\displaystyle \forall \,t\in \mathbb {R} ,}{\displaystyle \lim _{n\to \infty }\mathbb {P} \left({\overline {X_{n}}}\,^{\ast }\leq t\right)=\Phi (t).} (Vegeu límit d'una successió),
on {\displaystyle \Phi } és la funció de la distribució normal estàndard {\displaystyle {\mathcal {N}}(0,1)}: per a tot nombre {\displaystyle t\in \mathbb {R} },
{\displaystyle \ \Phi (t)={\frac {1}{\sqrt {2\,\pi }}}\int _{-\infty }^{t}e^{-{\frac {u^{2}}{2}}}\,du.}Remarques:
1. L'expressió variable aleatòria normalitzada vol dir que és una variable amb esperança 0 i variància 1. Concretament,
{\displaystyle E{\big [}{\overline {X_{n}}}\,^{*}{\big ]}=0\quad {\text{i}}\quad {\text{Var}}{\big (}{\overline {X_{n}}}\,^{*}{\big )}=1.}

2. Un enunciat lleugerament diferent (però equivalent) és aquest, amb les mateixes hipòtesis: Si es defineix per a tot {\displaystyle n}:
{\displaystyle S_{n}=X_{1}+\cdots +X_{n}\quad {\text{i}}\quad S_{n}^{\ast }={\frac {S_{n}-\operatorname {E} \left(S_{n}\right)}{\sqrt {\operatorname {Var} \left(S_{n}\right)}}}={\frac {S_{n}-n\,\mu }{\sigma \,{\sqrt {n}}}},} ({\displaystyle S_{n}^{*}} és la variable aleatòria estandarditzada associada a {\displaystyle S_{n}}), aleshores la successió {\displaystyle \left(S_{n}^{\ast }\right)_{\,n\,\in \,\mathbb {N} ^{\ast }}} convergeix en distribució cap a una variable aleatòria normal estàndard.
Altrament dit: {\displaystyle \forall \,t\in \mathbb {R} ,}
{\displaystyle \lim _{n\to \infty }\mathbb {P} \left(S_{n}^{\ast }\leq t\right)=\Phi (t).}
En efecte, és clar que per a tot {\displaystyle n}, {\displaystyle S_{n}^{\ast }={\overline {X_{n}}}\,^{\ast }}.
3. Atès que la funció de distribució {\displaystyle \Phi } és contínua, per a {\displaystyle s<t} tenim {\displaystyle \lim _{n\to \infty }\mathbb {P} \left(s\leq {\overline {X_{n}}}\,^{\ast }\leq t\right)=\lim _{n\to \infty }\mathbb {P} \left(s<{\overline {X_{n}}}\,^{\ast }\leq t\right)=\lim _{n\to \infty }\mathbb {P} \left(s<{\overline {X_{n}}}\,^{\ast }<t\right)=\lim _{n\to \infty }\mathbb {P} \left(s\leq {\overline {X_{n}}}\,^{\ast }<t\right)=\Phi (t)-\Phi (s).}

### Interpretació
En estadística, el teorema del límit central s'interpreta i s'utilitza així: sigui {\displaystyle X_{1}}, {\displaystyle X_{2}}, ..., {\displaystyle X_{n}} una mostra aleatòria de mida n d'una distribució amb mitjana μ i variància σ² finites (σ ≠ 0).
Llavors, si n és prou gran (una condició freqüent és: {\displaystyle n\geq 30}):
- la variable aleatòria {\displaystyle {\overline {X}}={\frac {1}{n}}\sum _{i=1}^{n}X_{i}} (mitjana mostral) té aproximadament una distribució (o llei) normal amb mitjana {\displaystyle \mu _{\overline {X}}=\mu } i variància {\displaystyle \sigma _{\overline {X}}^{2}=\sigma ^{2}/n}. Es diu que {\displaystyle {\overline {X}}} és asimptòticament normal[1] amb mitjana {\displaystyle \mu } i variància {\displaystyle \sigma ^{2}/n}, i s'escriu {\displaystyle {\overline {X_{n}}}\quad {\text{és}}\quad {\mathcal {AN}}(\mu ,{\frac {\sigma ^{2}}{n}}).}
- També es compleix que la variable aleatòria {\displaystyle S_{n}=X_{1}+\cdots +X_{n}} té aproximadament una distribució normal amb mitjana {\displaystyle \mu _{S}=n\,\mu } i variància {\displaystyle {\sigma _{S}}^{2}=n\sigma ^{2}} ; amb la notació anterior{\displaystyle S_{n}\quad {\text{és}}\quad {\mathcal {AN}}(n\mu ,n\sigma ^{2}).}

Com més gran sigui el valor de n, millor serà l'aproximació. L'aproximació entre les dues distribucions és, en general, major en el centre que en els extrems o cues, motiu pel qual s'anomena "Teorema del límit central" ("central" fa referència al límit de la successió estandarditzada, més que no al teorema).

#### Importància pràctica
Aquesta propietat d'aproximació té aplicacions pràctiques importants. Sovint, no es coneix la distribució "exacta" d'una variable aleatòria, però es pot aproximar per una distribució normal; fins i tot quan es coneix la distribució exacta, pot resultar més senzill aproximar-la per una distribució normal — sempre que sigui justificat; vegeu més avall el Teorema de De Moivre-Laplace.

### Demostració del teorema de Lindeberg-Lévy
Per demostrar aquest teorema, s'utilitzen les funcions característiques i el teorema de continuïtat de Lévy.

## Exemple
Basat en un exemple de Richard Durrett. Considerem una ruleta europea (és a dir, amb els nombres del 0 al 36; la ruleta americana utilitza, a més, el 00). Estudiarem l'aposta més senzilla que consisteix a apostar 10 € que sortirà un nombre parell; el zero no es considera ni parell ni senar. Si surt un nombre parell ({\displaystyle 2,4,\dots ,36}), el jugador guanya 10 € i si surt un nombre senar o el zero, aleshores perd 10 €. El joc és favorable al casino, perquè el 0 desequilibra les apostes: és més probable obtenir 0 o senar (19 resultats favorables) que parell (18 resultats favorables) . Quantifiquem probabilísticament els guanys i pèrdues del jugador i del casino. Suposem un jugador que està jugant diverses partides, i designem per {\displaystyle X_{1}} el guany o la pèrdua de la primera partida, per {\displaystyle X_{2}} el corresponent a la segona, i així successivament. Tenim una successió {\displaystyle X_{1},\,X_{2},\dots ,} de variables aleatòries independents, i totes amb la mateixa distribució: {\displaystyle X_{i}={\begin{cases}~~~10,&{\text{amb probabilitat }}\ {\dfrac {18}{37}}\quad {\text{(surt parell)}},\\\\-10,&{\text{amb probabilitat }}\ {\dfrac {19}{39}}\quad {\text{(surt 0 o senar)}}.\end{cases}}}L'esperança d'aquestes variables és {\displaystyle E(X_{i})=10\cdot {\frac {18}{37}}-10\cdot {\frac {19}{37}}=-{\frac {10}{37}}\approx -0,27.}D'acord amb la llei dels grans nombres,
{\displaystyle \lim _{n\to \infty }{\frac {1}{n}}\sum _{i=1}^{n}X_{i}=-0,27\ {\text{quasi segurament}}.}Això vol dir que si el jugador juga {\displaystyle n} vegades ({\displaystyle n} gran), pot tenir bona sort unes quantes partides, però, si insisteix, en mitjana haurà perdut aproximadament 0,27 € per partida. Més concretament, si, posem, juga 100 partides, aleshores haurà perdut, aproximadament, 27 €. Amb les notacions anteriors, si escrivim{\displaystyle S_{n}=\sum _{i=1}^{n}X_{i},}tenim {\displaystyle S_{100}\approx -27\ {\text{euros}}.}
Amb ajuda del teorema del límit central podem estimar la probabilitat que el jugador, després de 100 partides, no hagi perdut diners, {\displaystyle \mathbb {P} (S_{100}\geq 0)}. Amb aquest objectiu, necessitem calcular la desviació típica {\displaystyle \sigma } de {\displaystyle X_{i}}. Tenim que {\displaystyle E(X_{i}^{2})=10^{2}\cdot {\frac {18}{37}}+(-10)^{2}\cdot {\frac {19}{37}}=100,} d'on {\displaystyle \sigma ^{2}=E(X_{i}^{2})-{\big (}E(X_{i}){\big )}^{2}=100-{\Big (}{\frac {10}{37}}{\Big )}^{2}=99,97.}
Així, {\displaystyle \sigma ={\sqrt {99,97}}\approx 10.}Aleshores, normalitzant la variable {\displaystyle S_{100}}, {\displaystyle {\frac {S_{100}-100\mu }{\sigma {\sqrt {100}}}}={\frac {S_{100}+27}{100}}.}Llavors, {\displaystyle \mathbb {P} {\big (}S_{100}\geq 0{\big )}=\mathbb {P} {\Big (}{\frac {S_{100}+27}{100}}\geq {\frac {27}{100}}{\Big )}=\mathbb {P} {\Big (}{\frac {S_{100}+27}{100}}\geq 0,27{\Big )}\approx 1-\Phi (0,27)\approx 0,39.}(Per calcular aquest nombre s'utilitzen unes taules de la llei normal estàndard). Per tant, aproximadament el 39% de persones que juguen 100 partides guanyen alguna cosa, o, d'una altra manera, al contrari, el 61 % dels jugadors, després de 100 partides, perden diners.
De la mateixa manera podem calcular que la probabilitat que guanyi 200 € és {\displaystyle \mathbb {P} {\big (}S_{100}\geq 200{\big )}=\mathbb {P} {\Big (}{\frac {S_{100}+27}{100}}\geq {\frac {200+27}{100}}{\Big )}=\mathbb {P} {\Big (}{\frac {S_{100}+27}{100}}\geq 2,27{\Big )}\approx 1-\Phi (2,27)\approx 0,01.}
i així, és pràcticament impossible que el jugador guany 200 €, que no seria guany excessiu, ja que per apostar 100 cops 10 € necessita un bon capital (tenint en compte que a vegades guanya i a vegades perd).
D'altra banda, si ara considerem el casino, que té diverses taules de ruleta i nombrosos jugadors a cada taula, quan s'han fet 10000 jugades, el guany total dels jugadors serà {\displaystyle S_{10000}}. Repetim els càlculs anteriors i calculem la probabilitat que {\displaystyle S_{10000}\leq -700} : {\displaystyle \mathbb {P} {\big (}S_{10000}\leq -700{\big )}=\mathbb {P} {\Big (}{\frac {S_{10000}+2700}{10{\sqrt {10000}}}}\leq {\frac {-700+2700}{10{\sqrt {10000}}}}{\Big )}=\mathbb {P} {\Big (}{\frac {S_{10000}+2700}{10{\sqrt {10000}}}}\leq 2{\Big )}\approx \Phi (2)\approx 0,98.}Així, el casino, de forma lenta però pràcticament segura, haurà guanyat almenys 700 €.

## Il·lustració gràfica

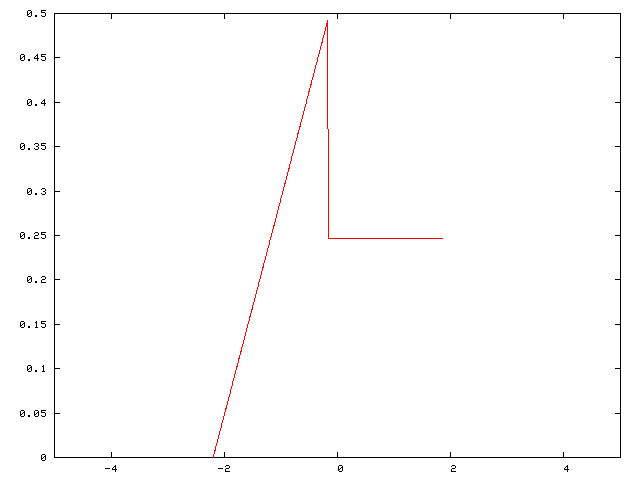
Una densitat de probabilitat

### Densitat de probabilitat inicial
La densitat de probabilitat {\displaystyle f_{1}} representada aquí és discontínua i no té cap simetria. Si una variable aleatòria segueix la distribució definida per aquesta densitat, aleshores la seva mitjana és 0 i la seva variància és 1.
Considerem aquí variables aleatòries independents i idènticament distribuïdes {\displaystyle X_{1}}, {\displaystyle X_{2}}, {\displaystyle X_{3}} ... que segueixen la distribució definida per aquesta densitat.

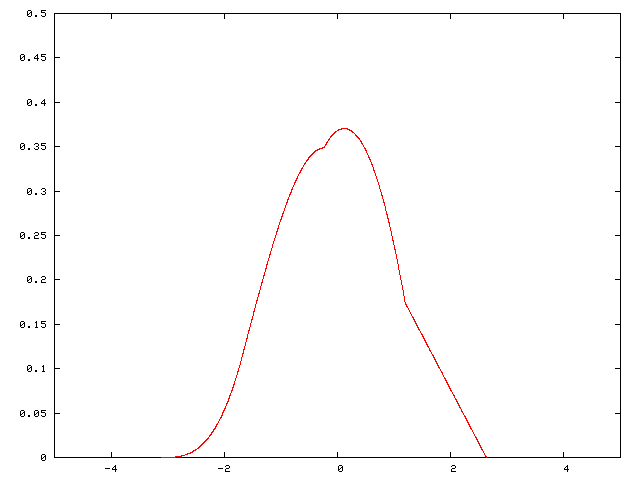
Densitat de la suma de dues variables

### Suma de dues variables aleatòries
Després determinem la densitat {\displaystyle f_{2}} de {\displaystyle S_{2}=X_{1}+X_{2}} (per convolució de {\displaystyle f_{1}} per {\displaystyle f_{1}}).
La densitat de probabilitat representada és la de la variable aleatòria estandarditzada {\displaystyle S_{2}^{\ast }} associada a {\displaystyle S_{2}}.
Aquesta densitat ja és més regular (més "llisa") que la densitat inicial. Tanmateix, s'hi veuen punts angulosos.

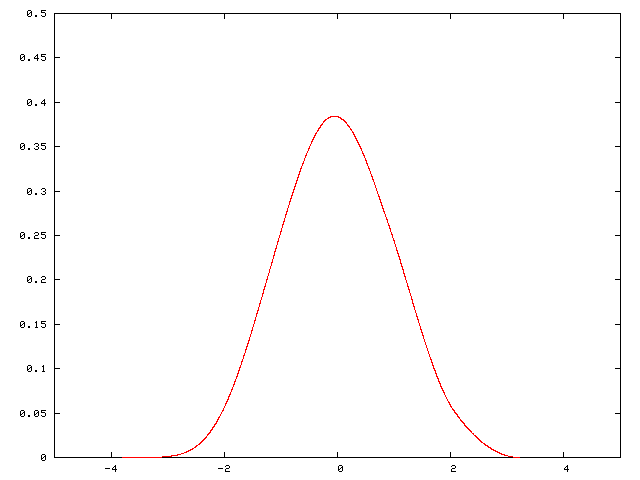
Densitat de la suma de tres variables

### Suma de tres variables aleatòries
Després determinem la densitat {\displaystyle f_{3}} de {\displaystyle S_{3}=X_{1}+X_{2}+X_{3}} (per convolució de {\displaystyle f_{1}} per {\displaystyle f_{2}}).
La densitat de probabilitat representada és la de la variable aleatòria estandarditzada {\displaystyle S_{3}^{\ast }} associada a {\displaystyle S_{3}}.
Aquesta densitat és encara més regular que la precedent.

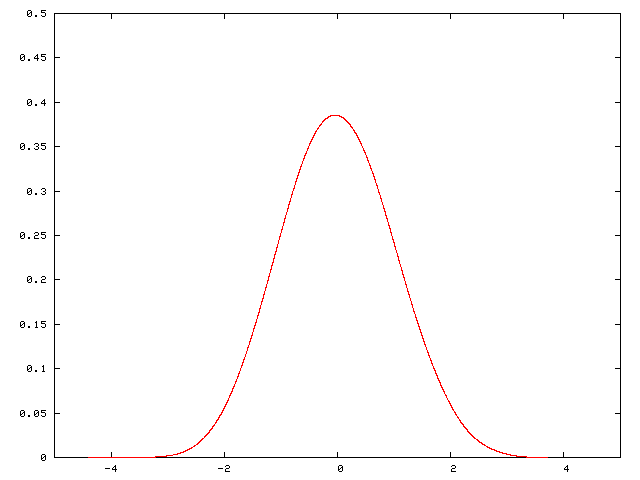
Densitat de la suma de quatre variables

### Suma de quatre variables aleatòries
Finalment, determinem la densitat {\displaystyle f_{4}} de {\displaystyle S_{4}=X_{1}+X_{2}+X_{3}+X_{4}} (per convolució de {\displaystyle f_{1}} per {\displaystyle f_{3}}).
La densitat de probabilitat representada és la de la variable aleatòria estandarditzada {\displaystyle S_{4}^{\ast }} associada a {\displaystyle S_{4}}.
A ull nu, no es pot distingir aquesta densitat de la densitat normal estàndard.

## Cas particular: el teorema de De Moivre-Laplace
Aquest cas particular del teorema del límit central en va ser històricament la primera atestació.
S'enuncia així:
Sigui una successió {\displaystyle (X_{n})_{\,n\,\in \,\mathbb {N} ^{\ast }}} de variables aleatòries de Bernoulli independents amb paràmetre (comú) p, on {\displaystyle 0<p<1}. Per a tot n,
{\displaystyle \operatorname {E} (X_{n})=p\,{\text{ i }}\,\operatorname {Var} (X_{n})=p\,(1-p)} són finites.
Llavors, el teorema del límit central és aplicable. En aquest cas, {\displaystyle S_{n}=X_{1}+\cdots +X_{n}} és una variable aleatòria binomial de paràmetres {\displaystyle n} i {\displaystyle p}, i per tant, amb esperança {\displaystyle np} i variància {\displaystyle np(1-p)}. Aleshores, si designem per {\displaystyle B(n,p)} una distribució binomial de paràmetres {\displaystyle n} i {\displaystyle p}, amb les noacions que hem introduit abans,
{\displaystyle B(n,p)\quad {\text{és}}\quad {\mathcal {AN}}{\big (}np,np(1-p){\big )}.}Remarques:
1. Aquesta aproxiamció s'acepta per a {\displaystyle np(1-p)>18}. La qualitat de l'aproximació millora amb la simetria de la funció de probabilitat de la binomial: com més propera sigui {\displaystyle p} a 1/2, millor serà l'aproximació.
2. Correcció per continuïtat. Siguin {\displaystyle a\leq b} dos nombres naturals. A l'utilitzar l'aproximació normal per calcular {\displaystyle \mathbb {P} {\big (}a\leq B(n,p)\leq b){\big )}} es recomana canviar l'interval {\displaystyle [a,b]} per {\displaystyle (a-0'5,b+0'5)}, en altres paraules, per {\displaystyle n} gran, {\displaystyle \mathbb {P} {\big (}a\leq B(n,p)\leq b){\big )}\approx \Phi {\big (}(b+0'5-np)/{\sqrt {np(1-p)}}{\big )}-\Phi {\big (}(a-0'5-np)/{\sqrt {np(1-p)}}{\big )}.}
 Quan l'aproximació es fa d'aquesta manera es diu que s'ha fet una correcció per continuïtat.
3. De Moivre va estudiar el cas de les variables aleatòries de Bernoulli amb paràmetre {\displaystyle p=1/2} (joc de cara o creu) l'any 1714 i Laplace el va generalitzara qualsevol {\displaystyle p} l'any 1812 .
4. Si n és prou gran, la variable aleatòria {\displaystyle {\overline {X_{n}}}} té aproximadament una distribució normal amb mitjana {\displaystyle \ p} i variància {\displaystyle {\frac {p\,(1-p)}{n}}}. En estadística inferencial, es pot utilitzar aquesta aproximació per construir intervals de confiança per a una proporció desconeguda p .

## Aplicació: simulació de la distribució normal estàndard
Sigui una successió {\displaystyle (X_{n})_{\,n\,\in \,\mathbb {N} ^{\ast }}} de variables aleatòries independents i idènticament distribuïdes amb distribució uniforme contínua sobre l'interval [0, 1]. Se sap que per a tot n,
{\displaystyle \operatorname {E} (X_{n})={\frac {1}{2}}\,{\text{ i }}\,\operatorname {Var} (X_{n})={\frac {1}{12}}} són finites.
El teorema del límit central és aplicable. Si es defineix per a tot n:
{\displaystyle S_{n}=X_{1}+\cdots +X_{n}} i
{\displaystyle T_{n}=S_{n}^{\ast }={\frac {S_{n}-\operatorname {E} \left(S_{n}\right)}{\sqrt {\operatorname {Var} \left(S_{n}\right)}}}={\frac {S_{n}-{\frac {n}{2}}}{\sqrt {\frac {n}{12}}}}},
aleshores la successió {\displaystyle (T_{n})_{\,n\,\in \,\mathbb {N} ^{\ast }}} convergeix en distribució cap a una variable aleatòria normal estàndard. Tenint en compte la simetria de la distribució uniforme contínua sobre l'interval [0, 1], la convergència és molt ràpida: es considera que a partir del valor n = 12, l'aproximació de la distribució de {\displaystyle T_{n}} per la distribució normal estàndard és excel·lent; en particular, es pot considerar que la distribució de
{\displaystyle T_{12}=S_{12}-6=X_{1}+\cdots +X_{12}-6}
és pràcticament normal estàndard.
En un llenguatge de programació on existeix un generador de nombres pseudoaleatoris (sovint anomenat "random") simulant una variable aleatòria amb distribució uniforme contínua sobre l'interval [0, 1], és fàcil simular una variable aleatòria (pràcticament) normal estàndard. Heus aquí un algorisme en Pascal:
T := - 6.0;
for k := 1 to 12 do T : = T + random;
La variable T, que simula la variable aleatòria {\displaystyle T_{12}}, és (pràcticament) normal estàndard.

## Contraexemple quan no existeix l'esperança
En totes les versions del teorema del límit central, se suposa l'existència de la variància (finita) de cadascuna de les variables aleatòries de la successió.
Sigui una successió {\displaystyle (X_{n})_{\,n\,\in \,\mathbb {N} ^{\ast }}} de variables aleatòries independents i idènticament distribuïdes amb distribució de Cauchy simètrica {\displaystyle {\mathcal {C}}(0,\,\gamma )}; no tenen ni mitjana ni variància.
Aleshores, per a tot n, la variable aleatòria
{\displaystyle {\overline {X_{n}}}={\frac {X_{1}+\cdots +X_{n}}{n}}}
segueix la mateixa distribució de Cauchy {\displaystyle {\mathcal {C}}(0,\,\gamma )} que cadascuna de les variables aleatòries {\displaystyle X_{1},\,X_{2},\dots } (és fàcil demostrar-ho mitjançant les funcions característiques): no hi ha convergència cap a una distribució normal.

## Teorema del límit central multidimensional
Sigui {\displaystyle ({\boldsymbol {X}}_{n})_{n\in \mathbb {N} ^{*}}} una successió de vectors aleatoris independents i idènticament distribuïts, tals que totes les components tinguin variància finita, amb vector d'esperances {\displaystyle {\boldsymbol {\mu }}} i matriu de variàncies covariàncies {\displaystyle {\boldsymbol {\Sigma }}}. Aleshores {\displaystyle {\sqrt {n}}{\Big (}{\frac {1}{n}}\sum _{i=1}^{n}{\boldsymbol {X}}_{i}-{\boldsymbol {\mu }}{\Big )}\mathrel {\mathop {\longrightarrow } \limits ^{\mathcal {D}}} {\mathcal {N}}({\boldsymbol {0}},{\boldsymbol {\Sigma }}),}on {\displaystyle {\mathcal {N}}({\boldsymbol {0}},{\boldsymbol {\Sigma }})} és una distribució normal multidimensional centrada amb matriu de variàncies covariàncies {\displaystyle {\boldsymbol {\Sigma }}}.